# Ámundur Ólavsson
Ámundur Ólavsson, auch Amund Olufsson († 1538) war ein römisch-katholischer Geistlicher. Er war ab 1533 der letzte Bischof des Bistums Färöer mit Sitz in Kirkjubøur. Mit der Reformation auf den Färöern wurde er 1538 abgesetzt und starb kurz darauf. Der lutherische Däne Jens Gregoriussen Riber wurde 1540 sein Nachfolger. Als Riber 1557 die Färöer verließ, um Bischof von Stavanger zu werden, wurde das Bistum der Färöer aufgehoben. Damit war Ámundur Ólavsson der letzte römisch-katholische Bischof der Färöer.